# Шаблыкинская волость
Шаблы́кинская волость — административно-территориальная единица в составе Карачевского уезда Орловской (с 1920 – Брянской) губернии.
Административный центр — село (ныне пгт) Шаблыкино.

## История
Волость образована в 1880-х годах путём слияния Знаменской и Молодовской волостей.
В 1920 году она вместе со всем Карачевским уездом вошлав состав Брянской губернии.
В ходе укрупнения волостей, в 1924 году к Шаблыкинской волости была присоединена соседняя Сомовская волость.
В 1929 году, с введением районного деления, волость была упразднена, а на её территориальной основе был сформирован Шаблыкинский район Брянского округа Западной области (ныне – в составе Орловской области).

## Административное деление
По состоянию на 1 января 1928 года, Шаблыкинская волость включала в себя следующие сельсоветы: Высокинский, Гавриловский, Герасимовский, Глыбоченский, Климовский, Козыревский, Лесоцкий, Молодовский, Навлинский, Петрушковский, Робьенский, Рязанский, Сомовский, Старорядовичский, Титовский, Шаблыкинский, Яблочковский, Ячневский.